# 지산서초등학교
지산서초등학교는 대한민국 전라남도 진도군 지산면 가치길 17-14(가치리)에 있었던 공립 초등학교이다.

## 연혁
- 1940년 5월 4일 지산공립심상소학교 가치간이학교 설립 인가
- 1940년 6월 10일 지산공립심상소학교 가치간이학교 개교
- 1941년 4월 1일 지산공립국민학교 가치간이학교 개편
- 1943년 4월 1일 지산서국민학교 승격 분리
- 1981년 1월 27일 병설유치원 개원
- 1988년 3월 1일 가학국민학교 분교장 격하 편입
- 1994년 3월 1일 가학분교장 폐교 및 본교 통폐합
- 1996년 3월 1일 지산서초등학교 개편
- 2009년 3월 1일 폐교 및 지산초등학교 통폐합